# Astroworld (album)
Pour les articles homonymes, voir Astroworld.
Albums de Travis Scott
Huncho Jack, Jack Huncho
(2017) JACKBOYS
(2019)
Singles
1. Butterfly Effect
Sortie : 15 mai 2017

Astroworld, parfois stylisé ASTROWORLD, est le troisième album studio du rappeur américain Travis Scott, sorti le 3 août 2018, sur les labels Grand Hustle, Epic Records et Cactus Jack. Cet album est aussi le plus grand succès du rappeur. Le projet est certifié quatre fois platine 
L'album s'appuie sur le single Butterfly Effect.

## Historique

### Influences personnelles de l'album
Le titre de l'album est annoncé en mai 2016, et initialement teasé pour 2017. Le nom de l'album est inspiré du parc à thème désormais fermé Six Flags AstroWorld, situé à Houston. En 2017, durant une interview, Scott confie que le but de l'album est de faire rouvrir ce parc d'Houston où les enfants jouaient. ''It took the fun out of the city.”.
Scott décrit aussi cet album comme une continuité à son premier album Rodeo sorti en 2015.
Record de l’album
Astroworld est le premier album de rap à obtenir 100 millions de stream sur Spotify sur chaque morceau du projet.

## Liste des titres
| No  | Titre                                                                              | Durée |
| --- | ---------------------------------------------------------------------------------- | ----- |
| 1.  | STARGAZING                                                                         | 4:30  |
| 2.  | CAROUSEL (feat. Frank Ocean)                                                       | 3:00  |
| 3.  | SICKO MODE (feat. Drake, Swae Lee & Big Hawk)                                      | 5:12  |
| 4.  | R.I.P. SCREW (feat. Swae Lee)                                                      | 3:05  |
| 5.  | STOP TRYING TO BE GOD (feat. James Blake, Kid Cudi, Philip Bailey & Stevie Wonder) | 5:38  |
| 6.  | NO BYSTANDER (feat. Juice WRLD & Sheck Wes)                                        | 3:38  |
| 7.  | SKELETONS (feat. Pharrell Williams, Tame Impala & The Weeknd)                      | 2:25  |
| 8.  | WAKE UP (feat. The Weeknd)                                                         | 3:51  |
| 9.  | 5% TINT                                                                            | 3:16  |
| 10. | NC-17 (feat. 21 Savage)                                                            | 2:36  |
| 11. | ASTROTHUNDER                                                                       | 2:22  |
| 12. | YOSEMITE (feat. Gunna & NAV)                                                       | 2:30  |
| 13. | CAN'T SAY (feat. Don Toliver)                                                      | 3:18  |
| 14. | WHO? WHAT! (feat. Quavo & Takeoff)                                                 | 2:56  |
| 15. | BUTTERFLY EFFECT                                                                   | 3:10  |
| 16. | HOUSTONFORNICATION                                                                 | 3:37  |
| 17. | COFFEE BEAN                                                                        | 3:29  |

## Clips vidéos
- BUTTERFLY EFFECT : 14 juillet 2017
- STOP TRYING TO BE GOD : 7 août 2018
- SICKO MODE (feat. Drake, Swae Lee & Big Hawk) : 19 octobre 2018
- YOSEMITE (feat. Gunna & NAV) : 30 novembre 2018
- CAN'T SAY (feat. Don Toliver) : 5 février 2019
- WAKE UP (feat. The Weeknd) : 25 juillet 2019

## Certifications
| Pays                       | Certification | Unités certifiées |
| -------------------------- | ------------- | ----------------- |
| Australie (ARIA)           | Platine       | 70 000            |
| Brésil (Pro-Música Brasil) | 2 × Platine   | 80 000            |
| Canada (Music Canada)      | 4 × Platine   | 320 000           |
| Danemark (IFPI)            | 3 × Platine   | 60 000            |
| États-Unis (RIAA)          | 4 × Platine   | 4 000 000         |
| France (SNEP)              | Platine       | 100 000           |
| Italie (FIMI)              | Platine       | 50 000            |
| Mexique (AMPROFON)         | Or            | 30 000            |
| Nouvelle-Zélande (RMNZ)    | Platine       | 15 000            |
| Pologne (ZPAV)             | Or            | 10 000            |
| Royaume-Uni (BPI)          | Or            | 100 000           |
| Singapour (RIAS)           | Or            | 5 000             |
| Suède (GLF)                | Platine       | 30 000            |
| Suisse (IFPI)              | Platine       | 20 000            |